# جایزه بزرگ مکزیک ۱۹۶۹
جایزه بزرگ مکزیک ۱۹۶۹ (انگلیسی: ‎1969 Mexican Grand Prix‎) یک مسابقهٔ موتوری در رشتهٔ اتومبیل‌رانی فرمول یک بود که در تاریخ ۱۹ اکتبر ۱۹۶۹ در ماگدالنا میکزوکا واقع در مکزیکو سیتی، مکزیک برگزار شد. این گراند پری در میان ۱۱ گراند پری در فصل ۱۹۶۹، مسابقهٔ شمارهٔ ۱۱ بود.
در این مسابقه که در ۶۵ دور و به مسافت ۳۲۵٫۰۰۰ کیلومتر (۲۰۱٫۹۴۶ مایل) برگزار شد، پول پوزیشن توسط جک برابام کسب شد و سریع‌ترین زمان برای طی یک دور پیست که برابر با ۱:۴۳٫۰۵ بود نیز توسط ژاکی ایکس به ثبت رسید.
دنی هیولم از تیم مک‌لارن-فورد، ژاکی ایکس از تیم برابام-فورد و جک برابام از تیم برابام-فورد به‌ترتیب مقام‌های اول تا سوم مسابقه را کسب کردند.

## رده‌بندی قهرمانی پس از مسابقه
|       | جایگاه | راننده         | امتیاز |
| ----- | ------ | -------------- | ------ |
|       | ۱      | جکی استوارت    | ۶۳     |
|       | ۲      | ژاکی ایکس      | ۳۷     |
|       | ۳      | بروس مک‌لارن    | ۲۶     |
|       | ۴      | جوهن رایندت    | ۲۲     |
| ۱     | ۵      | ژان-پیر بلتویز | ۲۱     |
| منبع: |        |                |        |

|       | جایگاه | سازنده      | امتیاز  |
| ----- | ------ | ----------- | ------- |
|       | ۱      | ماترا-فورد  | ۶۶      |
| ۱     | ۲      | برابام-فورد | ۴۹ (۵۱) |
| ۱     | ۳      | لوتوس-فورد  | ۴۷      |
|       | ۴      | مک‌لارن-فورد | ۳۸ (۴۰) |
| ۱     | ۵      | بی‌آرام      | ۷       |
| منبع: |        |             |         |

یادداشت
- تنها پنج جایگاه نخست از هر رده‌بندی نمایش داده شده‌است.